# Mowachaht-Muchalaht

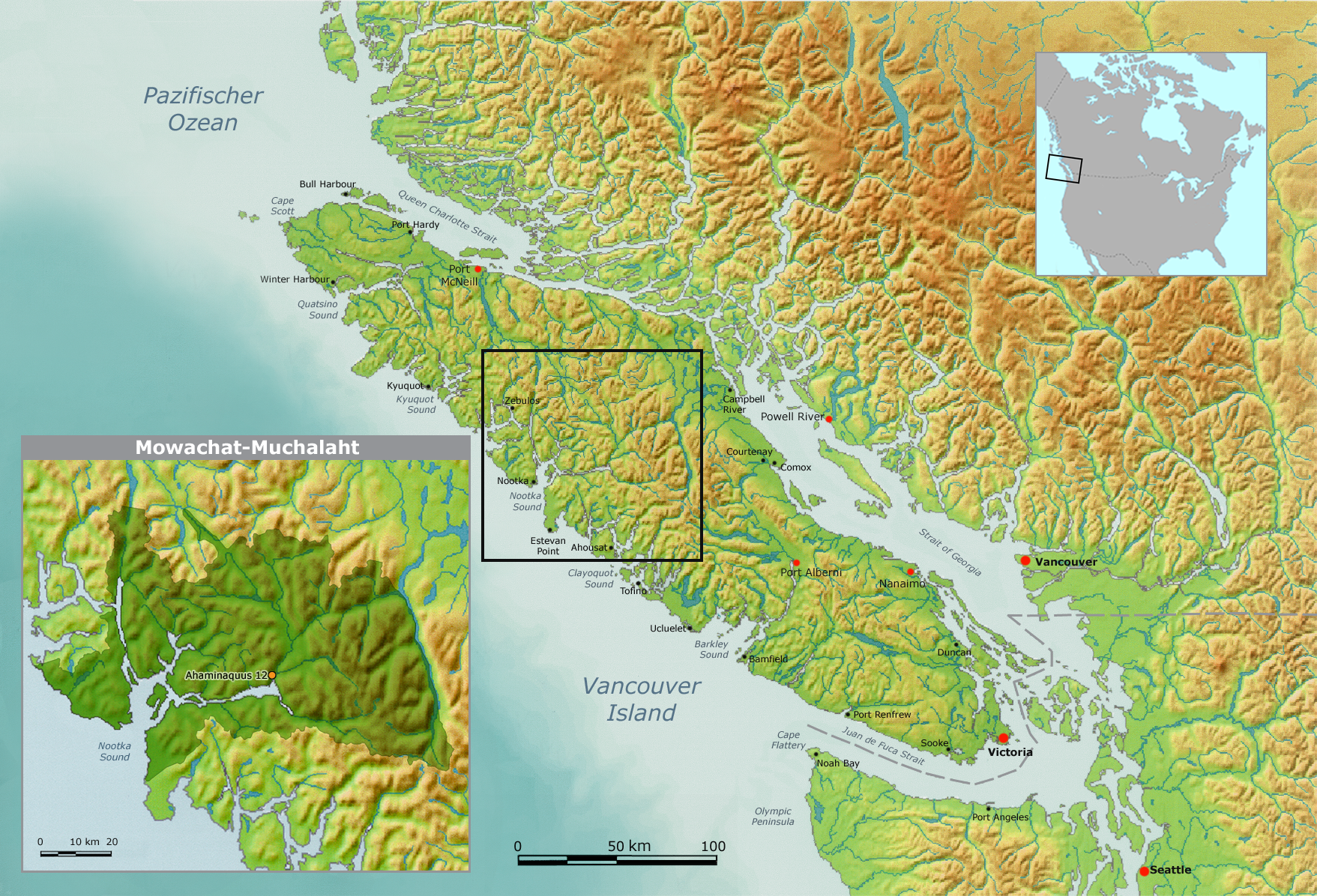
Traditionelles Territorium der Mowachaht-Muchalaht und heutiges volkreichstes Reservat

Die Mowachaht-Muchalaht (Aussprache: "Mow-ah-chat-Mooch-al-aht") oder Mowachaht/Muchalaht First Nations sind eine indianische First Nation und lebten ursprünglich im Nordwesten der Vancouver-Insel sowie deren vorgelagerten Inseln vor der Westküste Kanadas. Sie gehören ethnisch-kulturell
zu der Stammesgruppe der Nuu-chah-nulth (Nuučaan̓ułʔatḥ) ("Volk überall entlang der Berge und des Meeres") und sind politisch Teil des Nuu-chah-nulth Tribal Council (NTC). Enge verwandte First Nations (bzw. Bands, eine in Kanada ebenfalls übliche Bezeichnung) sind zudem die Ditidaht und Pacheedaht sowie die Makah auf der Südseite der Juan-de-Fuca-Straße im Nordwesten von Washington, einem in den USA auf Bundesebene anerkannten Stamm. Die beiden namengebenden Bands – die Mowachaht („Volk der Hirsche“, mit ihrer Hauptsiedlung Yuquot – „Der Wind kommt aus allen Richtungen“, dem historischen Zentrum des Nootka Sound) und die Muchalaht („Volk, das über Fluss schwebt“ bzw. „Volk, über dem Fluss“) wurden 1963 durch die kanadische Regierung offiziell zu einer First Nation vereint und zählten im April 2010 581 (Mai 2009: 560) registrierte Mitglieder.

## Reservate
215 der 581 Mowachaht-Muchalaht leben in 18 Reservaten vor allem im Nootka District, dazu kommt ein größeres Reservat nördlich der Gemeinde Gold River (125 ha) mit insgesamt rund 385 ha Fläche. Ähnlich umfangreich wie das Gebiet bei Gold River ist das Hauptgebiet auf Nootka Island. Der überwiegende Teil der Reservatsbevölkerung lebt jedoch im recht kleinen Gebiet an der Mündung des Gold Rivers (Ahaminaquus 12), bzw. am Nordufer des Muchalat Inlet. Insgesamt lebten im April 2010 in den Reservaten 215 Angehörige des Stammes, 30 weitere in anderen Reservaten, 336 lebten außerhalb der Reservate. Insgesamt sind 581 Menschen als Mowachaht-Muchalaht anerkannt.

## Geschichte

### Frühgeschichte
Archäologische Funde weisen menschliche Anwesenheit um 2300 v. Chr. nach, doch nehmen die Mowachaht-Muchalaht an, dass sie schon immer hier lebten.
Jüngste Untersuchungen dokumentierten 171 archäologische Stätten, davon 92 Dörfer und temporäre Siedlungen, dazu Fischfallen, Beerdigungsstätten, Pfade usw. Das Volk der Mowachaht war (und ist) eine Gemeinschaft von Küstenfischern, die historisch auch vom Walfang lebte. Die Muchalaht hingegen, anders als die meisten Nuu-chah-nulth, lebten im Landesinneren entlang reicher Lachsflüsse, zudem waren Elche und Hirsche wichtig für den Lebensunterhalt.

### Europäischer Einfluss, Pelzhandelsmonopol
Die Mowachaht unter ihrem Häuptling Maquinna sind die ersten Nuu-chah-nulth, die in intensiveren Kontakt zu den im späten 18. Jahrhundert an der Küste auftauchenden Briten, Spaniern und US-Amerikanern traten.
Die ersten Spanier erschienen ab 1774 im Nootka Sound, doch begann erst mit James Cook der Handel mit Seeotterfellen, die sich in China mit hohem Gewinn verkaufen ließen. Die Veröffentlichung der Journals des James Cook (1784) lockte weitere Pelzhändler an. So wurde der Sommeraufenthaltsort der Mowachaht, Yuquot, ab etwa 1785 zum ersten Pelzhandelszentrum an der Westküste Nordamerikas. Im Winter wohnten die Mowachaht allerdings in Tahsis.
1785 erreichte die nächste Expedition, geführt von James Hanna, die Region. Offenbar hat Hanna den Häuptling schwer beleidigt, so dass die Mowachaht im August des Jahres sein Schiff angriffen, wenn auch ohne Erfolg.
In den nächsten Jahren kamen zunehmend US-amerikanische Schiffe zum Nootka Sound. Die Mowachaht trieben 1788 mit dem britischen Kapitän John Meares Handel und gestatteten ihm sogar den Bau einer Niederlassung. Ihr Häuptling Maquinna spielte bald die Angebote der Spanier, Briten und US-Amerikaner gegeneinander aus, um bessere Preise zu erzielen. Zum anderen setzte er durch, dass alle Pelze durch seine Hand gingen. Um 1792 führten die Mowachaht ein Handelsimperium zusammen mit den Kwakwaka'wakw an der Mündung des Nimpkish River. Spannungen um einen Handelsposten an der Friendly Cove führten zu einer diplomatischen Krise zwischen Großbritannien und Spanien, der sogenannten „Nootka-Krise“, in die auch die Mowachaht-Muchalaht verwickelt wurden.
Als im Mai 1789 eine spanische Flotte unter Esteban José Martínez den Nootka Sound für Spanien beanspruchte und nicht-spanische Händler verhaftete, kam es zur Erschießung eines der höchst gestellten Häuptlinge. Dennoch sagte Maquinna zu, den Handelsposten zu schützen.
James Colnett, der im Januar 1791 Yuquot anlief, versuchte Maquinna für die britische Sache zu gewinnen. Derweil drohte ein spanischer Kapitän mit der Zerstörung des Ortes, wenn sich die angeblichen Akte des Kannibalismus wiederholen würden. Maquinna fand sich im August bereit, das Land bei Yuquot an die Spanier abzutreten. Trotzdem erhielt Colnett rund 1000 Seeotterfelle, die er für fast 10.000 Pfund in England verkaufte.
Als 1792 Juan Francisco de la Bodega y Quadra in Yuquot ankam, und wenig später George Vancouver, drohten die Mowachaht zwischen die Fronten zu geraten. Erst im März 1795 gaben die beiden Gegner, die am Rande eines Krieges standen, Nootka Sound auf. Die Handelsstation wurde noch im selben Jahr abgerissen.
Der Pelzhandel war Teil eines großen Dreieckshandels zwischen Europa, China und Nordwestamerika geworden. Um Handel zu führen, brauchte man bald Dolmetscher. So entwickelte sich in diesem Dreieckshandel eine Händlersprache mit wenigen Hundert Vokabeln, das Chinook.
Als im März 1803 das Pelzhändlerschiff Boston im Nootka Sound lag, kam es zwischen dem Kapitän und Häuptling Maquinna zu einem Streit. Die Mowachaht griffen das Schiff am 12. März an und brachten die Mannschaft bis auf zwei Mann um. Der Bericht eines der beiden Überlebenden zeigt, dass der Umzug von Tahsis in das weiter landeinwärts gelegene Yuquot jährlich stattfand. Zugleich werden die Nuu-chah-nulth von John R. Jewitt als eine Art Adelsgesellschaft geschildert, in der die Häuptlinge und ihre Häuser die einfachen Stammesangehörigen und die Sklaven (meist Kriegsgefangene) dominierten.
Die Mowachaht profitierten so stark von dem Pelzhandel, dass ihr Ansehen weit über ihr Stammesgebiet reichte. Sie waren mit einigen ihrer Nachbarn, wie den Ahousaht, verbündet, und konnten mit den erworbenen Musketen eine Art Oberherrschaft erlangen. Dennoch war ihre Vorherrschaft labil, denn die ungewohnt straffe Häuptlingschaft Maquinnas war durch Anschläge und Rebellionen bedroht. Dazu kam, dass in der Walfangsaison zwischen Ende Februar und Mai 1804 nur vier Wale gefangen wurden, was für die rund 1500 Menschen bei Weitem nicht ausreichte.
Ende Juli begann ein Krieg mit mindestens 400 Kriegern gegen die 50 Meilen weiter südlich siedelnden „A-y-charts“, die nicht mit den Ahousaht („Ai-tiz-zart“) identisch sind. Ihr Dorf, das aus 15 oder 16 Häusern bestand, wurde im Schlaf überrascht, die Überlebenden wurden versklavt.
Als 1805 die Lydia vor der Küste segelte, wollte Maquinna mit dem Kapitän Kontakt aufnehmen, um Felle verkaufen zu können. Doch der Kapitän nahm Maquinna als Geisel, um ihn gegen die seit zwei Jahren bei ihm festgehaltenen Briten auszutauschen. Trotz des Verrats wickelte der Tjeeh, oder König, den Handel nur über John Jewitt, seinen ehemaligen Gefangenen ab. Doch scheint diese Geiselnahme letztlich das Ansehen des Häuptlings zerstört zu haben.
Um 1817 war die Vormacht der Mowachaht offenbar gebrochen. Der Pelzhandel hatte seinen Schwerpunkt verlagert, der Stamm war verarmt.

### Epidemien
In den 1820er bis 60er Jahren wurde die Region von schweren Epidemien heimgesucht, allen voran die Pockenepidemie von 1862. 1872 soll Nootka noch rund 600 Menschen beherbergt haben.

### Reservate
1881 richtete die kanadische Regierung ein 85 ha großes Reservat um Yuquot ein.
Die Zählungen von 1881 und 1891 ergaben, dass die Zahl der Moachaht bzw. Mowachaht um Yuquot noch weiter, nämlich von 254 auf 217 gesunken war, die der benachbarten Nootchartlet um Nuchatl (der heutige Nutchatlaht Tribe) sogar von 147 auf 105. Der jährliche Frühjahrsumzug an die Küste nach Tsh-sis, Ea-as (Bajo point) – hier gab es noch Fischotter – und Chi-tist wurde immer noch beibehalten. Noch 1896/97 sollen 24 kleine Kanus zur Fischotterjagd eingesetzt worden sein. Den Sommer verbrachte man weiterhin in Yuquot an der Friendly Cove. Der Häuptling in Hisnit war O-meek. Nur er durfte an bestimmten Orten Fischfallen aufstellen, verteilte aber die Beute an die sieben Familien des Ortes.
1966 überredete das Department of Indian Affairs den Stamm, nach Ahaminaquus an der Mündung des Gold Rivers umzuziehen. Dort gab es Arbeit in der Zellstofffabrik. Doch die Bedingungen auf dem nur 3,6 ha großen Reservat waren schlecht. Jahrelang wurde diskutiert, was zu tun sei, doch erst 1996 beschloss der Stamm den Umzug nach Tsaxana, weiter im Inland. Auf 40 ha entstand ein neuer Ort innerhalb des 120 ha großen Reservats. Doch Fischfang und Holzeinschlag gingen bald zurück, so dass man heute auf Tourismus setzt.

## Heutige Situation
Norman George und Michael Maquinna sind heute die Häuptlinge des Doppelstamms, der sich 1963 zusammengeschlossen hat. Dazu kommen drei Berater (Councillors). Tyee ha’wilth, also traditioneller Häuptling, ist Mike Maquinna.
Inzwischen versuchen die Mowachaht das Whalers' Washing House, das 1904 nach New York (heute im American Museum of Natural History) verbracht wurde, zurückzuholen. Seit den 80er Jahren wurde der genaue Standort auf der Insel im See hinter Yuquot festgestellt (Lake Jerritt), um das Haus zum Weltkulturerbe erklären zu können. Die Rückkehrverhandlungen laufen noch.
Die bis 1960 genutzte Kirche bei Yuquot wurde inzwischen zum Touristikzentrum umgebaut. Dazu kamen 1995 Kopien der Totempfähle, die dem Royal British Columbia Museum übergeben wurden. Auch die alten Pfade (Trails) wurden wiederhergestellt, der Friedhof von Unrat befreit, sechs Cabins erlauben längere Aufenthalte im Westen von Yuquot. Schließlich wurde 1996 der Hafen wiederhergestellt, so dass nun wieder Schiffe anlegen können.
Im August kommen zahlreiche junge Mowachaht auf den Camp- und Karawanplätzen zusammen, wo traditionelle Tänze gelehrt werden, aber auch Gesang und Geschichtenerzählen. Zugleich bietet sich hierbei Gelegenheit, Yuquot wieder zum Mittelpunkt der oralen Tradition der Geschichtsüberlieferung zu machen.
Im November 2009 klagten die Mowachaht/Muchalaht zusammen mit Ahousaht, Ehatteshaht, Hesquiaht und Tla-o-qui-aht auf Zulassung zum kommerziellen Fischfang (Ahousaht Indian Band And Nation v. Canada Attorney General, 2009 BCSC 1494).